# Донське (Червоногвардійський район)
Донське́ (рос. Донское) — село у складі Червоногвардійського району Оренбурзької області, Росія.
Стара назва — Донський.

## Населення
Населення — 2035 осіб (2010; 2240 у 2002).
Національний склад (станом на 2002 рік):
- росіяни — 55 %